# Lars Håland
Pour les articles homonymes, voir Håland.
Lars Håland, né le 28 juillet 1962 à Stockholm, est un ancien fondeur suédois.

## Palmarès

### Championnats du monde
| Épreuve / Édition | Épreuve / Édition | Lahti 1989 | Falun 1993 |
| 10 km             | 10 km             |            | 16e        |
| 15 km             | Classique         | 7e         |            |
| 15 km             | Libre             | Bronze     |            |
| 25 km Poursuite   | 25 km Poursuite   |            | 19e        |
| 50 km             | 50 km             | 4e         | 13e        |
| 4 × 10 km         | 4 × 10 km         | Or         |            |

### Coupe du monde
- Meilleur classement final: 6e en 1989.
- 1 victoire.